# Едді Вордекерс
Едді Вордекерс (нід. Eddy Voordeckers, нар. 4 лютого 1960, Гел) — бельгійський футболіст, що грав на позиції нападника, зокрема за клуби «Стандард» (Льєж), «Ренн» та «Гент», а також національну збірну Бельгії.

## Клубна кар'єра
У дорослому футболі дебютував 1976 року виступами за команду «Діст», в якій провів три сезони. 
Своєю грою за цю команду привернув увагу представників тренерського штабу клубу «Стандард» (Льєж), до складу якого приєднався 1979 року. Відіграв за команду з Льєжа наступні три сезони своєї ігрової кар'єри. Більшість часу, проведеного у складі «Стандарда», був основним гравцем атакувальної ланки команди. 1982 року виборов титул чемпіона Бельгії. Того ж року із шістьма забитими голами став найкращим бомбардиром Кубка володарів кубків 1981—1982, допомігши «Стандарду» вийти до фіналу турніру, де бельгійці з рахунком 1:2 поступилися «Барселоні».
Протягом 1982—1985 років захищав кольори клубу «Ватерсхей Тор», після чого був запрошений до французького «Ренна». У Франції спочатку був гравцем основного складу, проте не продемонстував високої результативності і в сезоні 1986/87, за результатами якого «Ренн» втратив місце у Лізі 1, додава до свого активу лише декілька виходів на поле.
З 1987 року протягом трьох сезонів захищав кольори «Гента», а завершував ігрову кар'єру у «Вестерло», за який виступав протягом 1990—1992 років.

## Виступи за збірну
1978 року дебютував в офіційних матчах у складі національної збірної Бельгії.
У складі збірної був учасником чемпіонату Європи 1984 року у Франції, де виходив на поле в одній грі.
Загалом протягом кар'єри у національній команді, яка тривала 8 років, провів у її формі 22 матчі, забивши 4 голи.

## Титули і досягнення
- Чемпіон Бельгії (1):

«Стандард» (Льєж): 1981-1982
- Володар Кубка Бельгії (1):

«Стандард» (Льєж): 1980-1981
- Володар Суперкубка Бельгії (1):

«Стандард» (Льєж): 1981
- Чемпіон Європи (U-18): 1977